# هروویه چوستیچ
هروویه چوستیچ (کرواتی: Hrvoje Ćustić؛ ۲۱ اکتبر ۱۹۸۳ – ۳ آوریل ۲۰۰۸) بازیکن فوتبال اهل کرواسی بود.
از باشگاه‌هایی که در آن بازی کرده‌است می‌توان به باشگاه فوتبال زاگرب اشاره کرد.
وی همچنین در تیم‌های ملی فوتبال زیر ۲۰ سال کرواسی و زیر ۲۱ سال کرواسی بازی کرده‌است.